# Thrinoxethus phanotypus
Thrinoxethus phanotypus är en mångfotingart som beskrevs av Chamberlin 1941. Thrinoxethus phanotypus ingår i släktet Thrinoxethus och familjen Aphelidesmidae. Inga underarter finns listade i Catalogue of Life.